# Russell Schriefer
Russell J. Schriefer é um estrategista político norte-americano e consultor de mídia que já trabalhou em quatro das últimas cinco campanhas presidenciais.  Em 2008, dirigiu a mídia para a campanha presidencial do ex-governador Mitt Romney. 
Em 2009, Schriefer foi o consultor de mídia para a campanha do governador eleito Chris Christie para o governador de Nova Jersey.
Depois de se formar no Manhattan College, Schriefer começou sua carreira trabalhando para dois membros republicanos da Câmara, e foi diretor político de George W. Bush na campanha de 1988. Ele se tornou um lobista, mas azedou a profissão depois de ser convidado a defender um produto que prejudica a vida selvagem. Ele então conseguiu Rudolph W. Giuliani como prefeito de New York em 1989. Durante a temporada de eleições primárias presidenciais 1996, Schriefer fez consultoria para J. Robert Dole para o presidente.
Como sócio-fundador, com Stuart Stevens & Stevens do Grupo Schriefer, tem trabalhado com muitos governadores republicanos, os senadores e deputados, incluindo o governador Robert Ehrlich , o senador Johnny Isakson , o governador Tom Ridge , o governador Bill Weld , o governador Paulo Cellucci , o governador Bob Riley , o governador Charlie Crist , o senador Richard Lugar , o senador John Cornyn . Ele serviu como diretor de programa da Convenção Republicana de 2004 no Madison Square Garden, em Nova York.
Schriefer produziu anúncios para a campanha de George W. Bush nas eleições de 2000 e 2004, ganhando notoriedade por uma propaganda que foi ao ar em 2004, retratando o senador John Kerry. Em 2007, Stevens & Schriefer brevemente serviu como um dos consultores de midia do senador John McCain. 
Schriefer também presta consultoria empresarial.  
Russell Schriefer é casado com Nina Easton, Editor da revista Fortune Washington e comentarista da Fox News Channel. Ele tem uma filha de Elizabeth Rose, e os dois filhos Taylor e Daniel. 

## Ver tambem
- Campanhas eleitorais
- Manhattan College